# Tremolo (EP)
Tremolo es un EP de la banda irlandesa de rock alternativo My Bloody Valentine, publicado en febrero de 1991 a través de Creation Records. El título hace referencia al uso de la banda del tremolo y vibrato de la guitarra para crear tonalidades borrosas.

## Lista de canciones
Todas las canciones escritas y compuestas por Kevin Shields, excepto donde se indique lo contrario. 
| 7 pulgadas (CRE 085) |                      |                          |          |  |
| N.º                  | Título               | Compositores             | Duración |  |
| 1.                   | «To Here Knows When» | Bilinda Butcher, Shields | 4:44     |  |
| 2.                   | «Swallow»            |                          | 3:39     |  |

| 12 pulgadas (CRE 085T) |                                                |                          |          |  |
| N.º                    | Título                                         | Compositores             | Duración |  |
| 1.                     | «To Here Knows When» (coda instrumental extra) | Bilinda Butcher, Shields | 5:46     |  |
| 2.                     | «Swallow» (coda instrumental extra)            |                          | 4:52     |  |
| 3.                     | «Honey Power» (coda extra)                     | Butcher, Shields         | 4:35     |  |
| 4.                     | «Moon Song»                                    |                          | 3:23     |  |

## Personal
My Bloody Valentine
- Bilinda Butcher: guitarra, voz
- Colm Ó Cíosóig: batería
- Debbie Googe: bajo eléctrico
- Kevin Shields: guitarra, voz, sampler

Personal técnico
- Alan Moulder: ingeniero de sonido
- My Bloody Valentine: producción
- Designland: diseño
- Sam Harris: fotografía